# Karen Joy Fowler
Karen Joy Fowler, född 7 februari 1950 i Bloomington, Indiana, är en amerikansk science fiction- och fantasyförfattare. Hennes största framgång är romanen The Jane Austen Book Club (2004), filmatiserad 2007. Hon har tilldelats Nebulapriset för bästa novell för såväl "What I Didn't See" som "Always". Hennes senaste roman "Vi är alla helt utom oss" kom på svenska 2015. 